# 頬神経
頬神経（きょうしんけい）は三叉神経第三枝である下顎神経の枝で、頬粘膜と第二大臼歯、第三大臼歯の感覚を伝える神経。

## 経路
外側翼突筋の二つの起始の間を通り、側頭筋の腱の下部を通る。それから咬筋の下を通り、頬筋表面にて顔面神経頬枝と連絡する。

## 神経支配
頬神経の小さな枝は外側翼突筋に分布するほか、頬にも枝を出す。

## 関連神経
顔面神経は頬枝をもち、顔面表情筋である頬筋の運動神経支配をする。これと三叉神経の枝であり咀嚼筋である外側翼突筋の運動神経支配をする頬神経の区別をつける必要がある。三叉神経の枝である下顎神経はすべての咀嚼筋を、顔面神経はすべての顔面表情筋を支配する。

## 追加画像

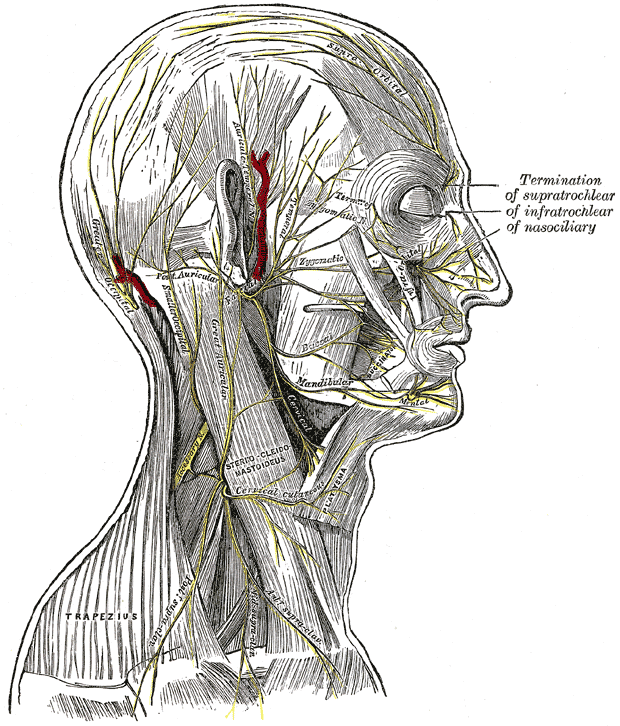
The nerves of the scalp, face, and side of neck.